# Jenny Slate
Jennifer Sarah "Jenny" Slate (Milton, Massachusetts; 25 de marzo de 1982) es una actriz, comediante, cantante, actriz de voz y escritora estadounidense. Es autora de cortometrajes como Marcel the Shell With Shoes On. Fue parte del reparto de Saturday Night Live entre 2009 y 2010. Es también conocida por sus roles recurrentes como Mona Lisa Saperstein en Parks and Recreation y como Liz B. en la serie de Comedy Central Kroll Show.

## Primeros años
Slate nació en Milton, Massachusetts. Sus padres son Ron y Nancy Slate, una poeta y autora. Tiene dos hermanas, Abigail y Stacey. Después de su graduación de la Milton Academy, asistió a la Universidad de Columbia, donde formó parte de los grupos de improvisación Fruit Paunch y en Varsity Show. Se graduó de la universidad en 2004.

## Carrera
Junto con el comediante Gabe Liedman, Slate integró el dúo de comedia Gabe & Jenny. Su show junto con el de Max Silvestri, Big Terrific, fue nombrado como el mejor espectáculo de variedad en 2008 por Time Out New York. Slate conoció a Liedman en el 2000 mientras asistía a la Universidad de Columbia. Describieron su relación como un «romance no sexual», y Slate dijo: «Me gusta que piensen en nosotros como Elaine Benes y George Costanza, pero nos gustamos». Entre 2008 y 2009, Slate regularmente realizó presentaciones en solitario con el show "Jenny Slate: Dead Millonaire”, en el Upright Citizens Brigade Theater (UCBT) en la ciudad de Nueva York.
Antes de unirse a Saturday Night Live, Slate era conocida por ser comentadora regular en muchos de los programas de VH1. A inicios de 2009, realizó muchas apariciones en el programa televisivo Late Night with Jimmy Fallon, como una asistente de la NBC, para el sketch 7th Floor West, y más tarde fue promovida como asistente de Jimmy Fallon. Además, tuvo un papel recurrente en la serie de HBO Bored to Death y participó en el cortometraje Obvious Child. Luego, realizó apariciones en diferentes programas de televisión como Bob's Burgers, Girls, The Whitest Kids U' Know, Important Things with Demetri Martin y Raising Hope.
Slate se unió al reparto de Saturday Night Live durante una temporada, entre 2009 y 2010. En su primer episodio, accidentalmente dijo la palabra “fucking” en su sketch de debut, "Biker Chick Chat", el cual fue emitido en su trasmisión en vivo, pero censurado para las repeticiones. En SNL, realizó imitaciones de celebridades como Olympia Snowe, Lady Gaga, Ashley Olsen (junto con Nasim Pedrad como Mary-Kate Olsen) y Kristen Stewart. Uno de sus personajes más recurrentes fue Tina-Tina Chaneuse, protagonista de un infomercial. Su contrato no fue renovado para otra temporada por lo que dejó el programa.
En agosto de 2010, Slate coescribió y realizó las voces del cortometraje animado en stop motion Marcel the Shell With Shoes On, dirigido por Dean Fleischer-Camp, sobre un tímido zapato que logra un inesperado suceso viral. El cortometraje fue lanzado el 14 de noviembre de 2011. También escribió el libro basado en el cortometraje, lanzado el 1 de noviembre de 2011.
Luego interpretó el papel de Zoe en la tercera película de Alvin and the Chipmunks, Chipwrecked, con más películas en 2012, incluyendo la voz de la madre de Ted en Dr. Seuss' The Lorax. Más adelante apareció como Liz B. en “PubLIZity", sketch de la serie de Comedy Central Kroll Show.
En septiembre de 2012, se anunció que Slate había sido contratada para escribir el guion de una franquicia de películas de Looney Tunes por parte de Warner Bros. La película iba a ser de «acción en vivo combinada con CGI». Su primera aparición en la serie de la NBC Parks and Recreation fue en el episodio de 2013 “Bailout”, donde apareció como la hermana de Jean-Ralphio Saperstein, Mona-Lisa Saperstein. El 23 de julio de 2013 apareció en el programa Drunk History, de Comedy Central. También participó de la serie de HBO Hello Ladies.

## Vida personal
En septiembre de 2012, Slate se casó con el cineasta Dean Fleischer-Camp, quien dirigió muchos de sus cortometrajes incluyendo Marcel the Shell with Shoes On. Slate previamente vivíó en Brooklyn durante muchos años, antes de trasladarse a Los Ángeles en febrero de 2012. Se divorció en 2016.
Mantuvo una relación intermitente con el actor Chris Evans desde mayo de 2016 hasta marzo de 2018.
En septiembre de 2019, Slate anunció su compromiso con Ben Shattuck. El 10 de diciembre de 2020, Slate reveló en el programa Late Night with Seth Meyers que estaba esperando su primer hijo con Shattuck. El 3 de febrero de 2021, Slate anunció el nacimiento de su hija Ida Lupine, que había tenido lugar seis semanas antes.

## Filmografía

### Cine
| Año  | Título                            | Rol                 | Notas                           |
| ---- | --------------------------------- | ------------------- | ------------------------------- |
| 2010 | Marcel the Shell with Shoes On    | Bunker McLaughlin   | Cortometraje, también escritora |
| 2011 | Alvin y las ardillas 3            | Zoe                 |                                 |
| 2012 | This Means War                    | Emily               |                                 |
| 2012 | Dr. Seuss' The Lorax              | Sra. Wiggins        | Voz                             |
| 2014 | The Longest Week                  | Jocelyn             |                                 |
| 2014 | Obvious Child                     | Donna Stern         | Rol principal                   |
| 2015 | Digging for Fire                  | Practicante de yoga |                                 |
| 2016 | Joshy                             | Jodi                |                                 |
| 2016 | Zootopia                          | Dawn Bellwether     | Voz                             |
| 2016 | My Blind Brother                  | Rose                |                                 |
| 2016 | The Secret Life of Pets           | Gidget              | Voz                             |
| 2016 | Brain on Fire                     |                     |                                 |
| 2017 | Landline                          | Dana Jacobs         |                                 |
| 2017 | El rey de la polca                |                     |                                 |
| 2017 | The Lego Batman Movie             | Harley Quinn        | Voz                             |
| 2017 | Un don excepcional                | Bonnie              |                                 |
| 2017 | Despicable Me 3                   |                     | Voz                             |
| 2017 | Aardvark                          | Emily Milburton     |                                 |
| 2018 | Hotel Artemis                     | Morgan              |                                 |
| 2018 | Venom                             | Dr. Dora Skirth     |                                 |
| 2019 | The Secret Life of Pets 2         | Gidget              | Voz                             |
| 2020 | On the Rocks                      | Vanessa             |                                 |
| 2022 | Everything Everywhere All at Once | Big Nose            |                                 |
| 2024 | The Electric State                |                     |                                 |

### Televisión
| Año           | Título                                                                             | Rol                        | Notas                                                  |
| ------------- | ---------------------------------------------------------------------------------- | -------------------------- | ------------------------------------------------------ |
| 2005          | Starved                                                                            | Miembro de Belt Tighteners | Episodio: The Breatharians; sin crédito                |
| 2008          | The Whitest Kids U' Know                                                           | Cita de Trevor             | Episodio 1; Temporada 2                                |
| 2009          | Important Things with Demetri Martin                                               | Novia                      | Episodio: "Chairs"                                     |
| 2009          | Late Night with Jimmy Fallon                                                       | Jenny, la asistente        | 8 episodios                                            |
| 2009          | Brothers                                                                           | Annette                    | 2 episodios                                            |
| 2009–2010     | Saturday Night Live                                                                | Varios                     | 22 episodios                                           |
| 2009–2010     | Bored to Death                                                                     | Stella                     | 5 episodios                                            |
| 2011          | Ugly Americans                                                                     | Jaclyn (voz)               | Episodio: "Lily and the Beast"                         |
| 2011          | NTSF:SD:SUV (Nueva Tropa Súper Fuerte: Subcomando Delta: Servicio Ultra Vigilante) | Eddie                      | 2 episodios                                            |
| 2012          | Girls                                                                              | Tally Schifrin             | Episodio: "Leave Me Alone"                             |
| 2012          | Raising Hope                                                                       | Joan                       | Episodio: "Throw Maw Maw from the House" (Parte 1 y 2) |
| 2012–2013     | Bob's Burgers                                                                      | Tammy                      | 2 episodios                                            |
| 2013          | Kroll Show                                                                         | Liz. B.                    | 4 episodios                                            |
| 2013          | House of Lies                                                                      | Sarah                      | 5 episodios                                            |
| 2013          | Parks and Recreation                                                               | Mona-Lisa                  | 4 episodios                                            |
| 2013          | Hello Ladies                                                                       | Amelia Gordon              | 2 episodios                                            |
| 2013          | Super Fun Night                                                                    | Helen-Alice                | Piloto de CBS no transmitido                           |
| 2013–2016     | Drunk History                                                                      | Ella misma                 | 3 episodios                                            |
| 2014          | Brooklyn Nine-Nine                                                                 | Bianca                     | Episodio: "Undercover"                                 |
| 2014          | The Getaway                                                                        | Ella misma                 | Episodio: "Jenny Slate In Barcelona"                   |
| 2014–2015     | Married                                                                            | Jess                       | 14 episodios                                           |
| 2015–presente | Star vs. the Forces of Evil                                                        | Pony Head (voz)            |                                                        |
| 2016          | Adventure Time                                                                     | Huntress Wizard (voz)      | Episodio: "Flute Spell"                                |
| 2016          | Animals.                                                                           | Snake (voz)                | Episodio: "Squirrels. Part I."                         |
| 2016          | Lady Dynamite                                                                      | Karen Grisham              | 3 episodios                                            |
| 2017          | Big Mouth                                                                          | Missy Foreman (voz)        |                                                        |
| 2025          | Dying for sex                                                                      | Nikki Boyer                |                                                        |